# The Cranberries
The Cranberries fue una banda irlandesa del rock alternativo que estuvo activa desde 1989 hasta 2019. Fue fundada en Limerick, Irlanda, en 1989 bajo el nombre The Cranberry Saw Us, denominación cambiada más tarde por la vocalista Dolores O'Riordan cuando entró a formar parte del grupo en 1990. La banda también incorporó elementos a su sonido dentro del indie rock, dream pop, jangle pop, folk rock, post-punk y pop rock.
Saltó a la fama internacional en la década de 1990 con su álbum debut Everybody Else Is Doing It, So Why Can't We?, que se convirtió en un éxito comercial, vendiendo más de cinco millones de copias solo en Estados Unidos.
Fue uno de los grupos de rock más exitosos de los años 1990 y ha vendido 50 millones de discos en todo el mundo. Logró posicionar 4 álbumes en el top 20 del Billboard 200: Everybody Else Is Doing It, So Why Can't We?, No Need to Argue, To the Faithful Departed y Bury the Hatchet, 20 sencillos en el puesto 8 y 2 sencillos en el puesto 1 en la lista de canciones alternativas de Billboard. Asimismo, lograron ubicar tres sencillos top 50 en el listado Hot 100.
Algunas de sus canciones más populares son: «Linger», «Dreams», «Zombie», «Ode to My Family», «I Can't Be with You», «Salvation», «When You're Gone», «Animal Instinct», «Just My Imagination», «Promises» o «You & Me», sencillos que gozaron de éxito comercial. Los sencillos «Zombie» y «Salvation» están en el Top de Billboard de las 300 canciones alternativas de todos los tiempos, ubicándose en las posiciones #39 y #280, respectivamente.
La banda se disolvió tras el lanzamiento del álbum póstumo In the End en 2019, un año después del fallecimiento de Dolores O'Riordan, el 15 de enero de 2018.

## Historia

### 1989-1992: Formación y primeros EP
En 1989 varios jóvenes se unieron con el propósito de formar un grupo: Noel Hogan (Limerick, 25 de diciembre de 1971), a la guitarra eléctrica, su hermano Mike Hogan (Limerick, 29 de abril de 1973), al bajo eléctrico, Fergal Lawler (Limerick, 4 de marzo de 1971), a la batería y Niall Quinn a la voz. La banda no poseía nada nuevo en lo que se refiere a originalidad: guitarras punk rock, canciones melodiosas y letras cómicas. El vocalista de la banda, Niall, era quien componía las canciones. Aquella primigenia banda fue llamada originalmente The Cranberry Saw Us (en castellano 'el arándano nos vio'). En realidad el nombre es un juego de palabras, ya que se pronuncia igual que The Cranberry Sauce (en castellano 'salsa de arándanos'), que fue el primer nombre tentativo del grupo.
Los hermanos Hogan vivían en un lugar de Limerick llamado Moyross (pegado al río Shannon) y, tras acabar la educación obligatoria, comenzaron a ayudar a sus padres en la panadería que regentaban. Una noche en un concierto conocieron a Fergal Lawler, quien compartía sus gustos musicales. Fergal se había criado en Parteen, donde trabajaba como peluquero con su tío.
Tras la marcha de Niall Quinn de la banda en 1990, fue Dolores O'Riordan (Limerick, 6 de septiembre de 1971) quien lo sustituyó como vocalista. A partir de entonces, The Cranberry Saw Us pasó a llamarse solo The Cranberries. 
Dolores tomó parte, directamente, del repertorio musical de Noel, y empezó a componer letras para las melodías. Ella sería quien escribiese la canción «Linger», que es uno de los primeros grandes éxitos de la banda. El canto a garganta o canto a la tirolesa de Dolores es una de las características más representativas del grupo, tanto es así que se ha convertido en una de las máximas exponentes de este registro vocal en la música popular contemporánea. La personalidad de las canciones se debe a que Dolores pertenece a ese grupo de cantantes que durante los 80 y 90 hicieron de su interpretación vocal un instrumento que rompe con los moldes de las reglas vocales melódicas, haciéndose totalmente protagonista de la canción. Dolores poseía una voz sobrecogedora que pasaba del más mínimo susurro al grito sobrecogedor en tan solo un instante, enfrascando su voz entre las cuerdas y el bajo de los hermanos Hogan, y dejando claro que su voz es un instrumento más dentro de la canción y del disco.
Finalmente, el grupo fue fichado por una pequeña compañía discográfica de Limerick, Xeric Records. Con sus primeras maquetas tuvieron bastante éxito a nivel local. Su último EP se llamó Uncertain, Producido por Pearse Gilmore, la grabación previa a su primer álbum de estudio.

### 1992-1994:Everybody Else Is Doing It, So Why Can't We?y salto a la fama
En 1992 rompieron con Xeric Records y firmaron con Island Records, que contaba en sus filas con PJ Harvey y U2. El grupo empezó a grabar su primer álbum, producido por Stephen Street (Morrissey y Blur). 
El 1 de marzo de 1993 se publica el primer álbum de estudio del grupo irlandés, Everybody Else Is Doing It, So Why Can't We? (en castellano 'Todo el mundo lo hace, ¿por qué nosotros no podemos?'). Musicalmente, el disco fusiona el pop rock tradicional británico de finales de los 80 con el folk y los ambientes místicos irlandeses. Líricamente, sus letras expresan un punto de vista ingenuo, donde Dolores abandona el mundo terrenal para adentrarse hacia un mundo idealista lleno de esperanza y sueños. En el disco predominan canciones amables, afectuosas y afables para el oído. En este disco se encuentran los dos primeros grandes éxitos de la banda, «Dreams» y «Linger», además de otros éxitos como «How», «Not Sorry», «Pretty», «Waltzing Back» o «Still Can't...».
Más tarde, el grupo se fue de gira por los Estados Unidos teloneando a Suede y a The Matt Johnson. La gira sería suspendida por la escasa acogida de estas bandas entre el público estadounidense, que iban a ver a ese nuevo grupo salido de Irlanda. The Cranberries había triunfado en EE. UU. sin quererlo, teniendo más éxito que las bandas que teloneaban. Se publicó su primer disco en ese país y pronto tuvieron un enorme éxito entre el ambiente independiente de las universidades estadounidenses vendiendo más de un millón y medio de copias. Se reeditaría también en el Reino Unido, donde tuvo una enorme acogida y, de allí, al resto de Europa. El álbum llegaría a vender más de 8 millones de copias en el mundo.
Hasta mediados del año 1994 siguieron participando en festivales de música por los Estados Unidos y Europa.

### 1994-1995:No Need to Arguey estrellato a nivel mundial
El 14 de enero de 1994 el grupo actuó en el London Astoria 2, concierto mítico para los fanes, donde incluyeron en el repertorio algunas canciones nuevas como «Zombie», «Ridiculous Thoughts», «Daffodil Lament» y «Everything I Said», que formarían parte de su segundo disco. El concierto fue filmado y se puso a la venta como The Cranberries Live.
En febrero relanzaron el sencillo «Linger» y en mayo hicieron lo propio con «Dreams», alcanzando ambos singles posiciones en las listas mucho más altas que la primera vez. Mientras tanto, el grupo seguía actuando en directo por distintas partes tanto de Estados Unidos como del Reino Unido, así como algún concierto en Alemania.
El 3 de octubre de 1994 lanzaron su segundo álbum de estudio titulado No Need to Argue, el cual inmediatamente tuvo mucho éxito entre el público llegando a vender más de 16,7 millones de copias. El disco traía sonidos nuevos mezclando en mayor medida el sintetizador con la guitarra. El álbum fue considerado como su obra maestra y con la que la mayoría del público los reconoce. En este trabajo, más maduro e irónico que el anterior, Dolores hace alusión a la infancia en muchas canciones, donde ella reconoce que «los niños son el futuro del mundo, no entiendo cómo alguien quiere hacerles daño». Este disco contiene las emblemáticas canciones «Zombie» y «Ode to My Family», además de otras grandes piezas como «Ridiculous Thoughts», «I Can't Be with You», «Dreaming My Dreams», «Daffodil Lament», «Everything I Said», o «Empty».
En octubre de 1994 el grupo se embarcó en la gran gira No Need To Argue Tour, que les llevó por todo el mundo y en la que se consagraron como una gran banda a nivel mundial. La gira duró hasta agosto de 1995.
En mitad de la gira, Dolores conoció a Don Burton, el productor del grupo británico Duran Duran. Después de unas semanas juntos se comprometieron, concretándose un tiempo después en una polémica boda donde el número de reporteros era mayor al de invitados.

### 1995-1998:To the Faithful Departedy problemas internos

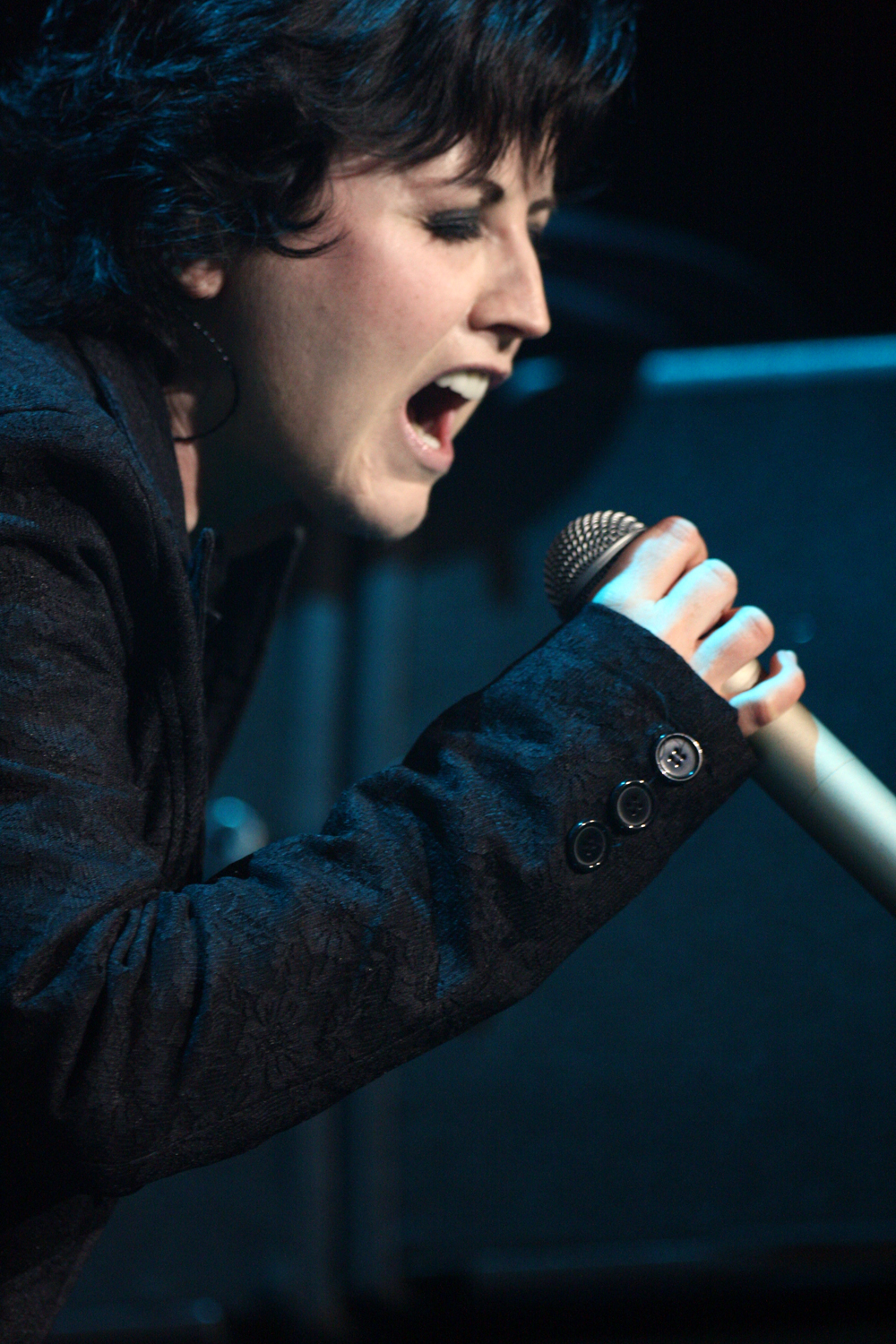
Dolores O'Riordan, voz y líder de la formación desde sus inicios. La cantante en Australia con The Cranberries durante 2012.

El año 1995 fue muy próspero para la banda debido a que sus canciones empezaron a escucharse más en las emisoras de radio, traduciéndose en mayores ventas de discos. Hicieron su concierto acústico para MTV y, tanto fue el éxito, que en la ceremonia de los MTV Europe Music Awards, «Zombie» recibió el premio como mejor canción del año y mejor canción de rock.
También cantó con Luciano Pavarotti en el concierto benéfico Pavarotti & Friends: Together for the Children Of Bosnia en 1995. En este evento Dolores cantó el «Ave Maria» de Schubert con Pavarotti, «Linger» con Simon Le Bon de Duran Duran y el tema «Nessun dorma!» de la ópera «Turandot» con todos los artistas al final del concierto.
En 1996 lanzan su tercer disco, titulado To the Faithful Departed. La mayoría de los críticos creían que no tendrían éxito con este disco pero pocos días después de su lanzamiento se convirtió en un superventas. La voz de Dolores acompañada de letras que hablan en contra de la falsedad, la guerra, las drogas, la muerte, la soledad y las decepciones, hacen que este disco sea un gran éxito pero al mismo tiempo arriesgado,[cita requerida] consiguiendo doble platino en los Estados Unidos, llegando a vender más de 10 millones de copias en el mundo.
El álbum contiene los éxitos «Salvation», «When You're Gone» y «Free to Decide», entre otras.
La banda no tardó en embarcarse en una gira mundial, una megagira que no acabaría hasta finales de año. Noel se casaba, en julio de 1996, con Catherine Nash. En el verano de ese mismo año la gira estaba ocasionando problemas al grupo. Alguna que otra pelea interna, las pocas ganas de dar conciertos debido a las prisas, al estrés, a la monotonía y al cansancio; todo ello estaba conduciendo al grupo a lo que casi pudo ser la disolución del mismo. Dolores era una de las más afectadas: había perdido mucho peso, fumaba mucho y comía poco. Se alimentaba básicamente de café. Por eso los indicios de anorexia hicieron que rápidamente se cancelase la gira en septiembre. El grupo lanzó un comunicado internacional diciendo que Dolores había tenido una recaída de su problema en la rodilla (en 1995 Dolores tuvo un accidente de esquí y se lesionó la rodilla derecha). Una de las últimas apariciones de The Cranberries ante los medios fue en los Premios MTV 1996, donde Dolores presentaba un estado bastante malo e, incluso, mostró antipatía frente a los periodistas.
En 1997 después de la agotadora y devastadora gira Free To Decide Tour, la banda decidió tomarse un descanso. Dolores se dio tiempo para cuidar a su hijo. Fergal, por su parte, recorrió el mundo con la mochila al hombro; y también contrajo matrimonio en abril con la que había sido su novia, Lauri Guerin. Noel quería reunirse con viejos amigos y Mike quería ver fútbol. A mediados de ese año el grupo volvía por fin a reunirse. Entonces, decidieron participar en el álbum tributo que se estaba preparando al grupo británico Fleetwood Mac.

### 1998-2003:Bury the Hatchet,Wake up and Smell the Coffeey receso musical
A partir de 1998 la banda empezó a trabajar en un nuevo disco que reflejaba una reconciliación y un sentimiento de querer empezar todo desde cero. En la celebración de la entrega de los Premios Nobel el grupo actuó interpretando «Linger», «Dreams» y «Promises», una de las canciones que se escucharía en su próximo disco.
El 1 de abril de 1999 se lanzó el cuarto álbum de la banda, Bury the Hatchet, donde se abordaban temas como el amor, los hijos, el matrimonio y muchas emociones, y contenía grandes éxitos como «Promises», «Animal Instinct», «Just My Imagination» y «You & Me». El álbum consiguió el disco de oro en los Estados Unidos y vendió más de 7 millones de copias en todo el mundo. La banda empezó una gira internacional, la Loud and Clear Tour, que fue mucho más relajada, para no cometer el error de las anteriores.
En 1999 tuvieron una aparición en la serie de televisión estadounidense Charmed, en el capítulo She's a Man, Baby, She's a Man, como invitados especiales en el P3 (club de las hermanas Haliwell).
En 2001 editaron su quinto álbum de estudio, Wake up and Smell the Coffee, que vendió 2,5 millones de copias. Sin embargo, este disco fue mal acogido por los fanes, a pesar de contener buenas canciones como «Analyse», «Time is Ticking Out» o «This is The Day».
En abril de 2002, publicaron una caja recopilatoria llamada Treasure Box - The Complete Sessions 1991 - 1999, la cual contenía los cuatro primeros álbumes de estudio de la banda remasterizados y con canciones extras que no se incluyeron en los originales, tales como «Liar», «So Cold in Ireland» o «God Be With You».
En septiembre de 2002 editaron el disco recopilatorio Stars: The Best of 1992–2002, que contenía todos sus éxitos, incluyendo los dos temas inéditos «New New York» y «Stars». El recopilatorio tuvo más éxito que su anterior álbum de estudio, pues de hecho y, hasta el momento, ha vendido más de 3,1 millones de copias. Empezaron la gira Stars Tour por Europa a mitad de octubre, la cual terminó en diciembre del mismo año. En septiembre de 2003, el grupo anunció que se tomaría un tiempo de descanso, durante el cual se centrarían en sus carreras en solitario.

### 2003-2009: Separación y carreras en solitario
Desde finales de 2003 hasta mediados de 2009, el grupo estuvo virtualmente separado, dedicándose cada miembro a sus carreras en solitario y a otros proyectos al margen del grupo.
Dolores O'Riordan empezó a colaborar con otros músicos en 2004. Cantó «Linger» en la película Click, en 2006. Su primer álbum como solista llevó por título Are You Listening?, publicado en 2007. El segundo álbum, No Baggage, fue publicado en 2009. 
Noel Hogan empezó un nuevo proyecto llamado Mono Band, del cual, su primer álbum de estudio homónimo solo se publicaron unas pocas copias en 2005. Formó el grupo Arkitekt con el cantante y compositor Richard Walters. También estuvo realizando trabajos de producción con Supermodel Twins. 
Fergal Lawler fue miembro de The Low Network, publicando su primer álbum en 2007. También trabajó con Walter Mitty y The Realists. Además, fue componente y productor discográfico de Last Days of Death Country.

### 2009-2016: Gira Reunion Tour,Rosesy problemas legales

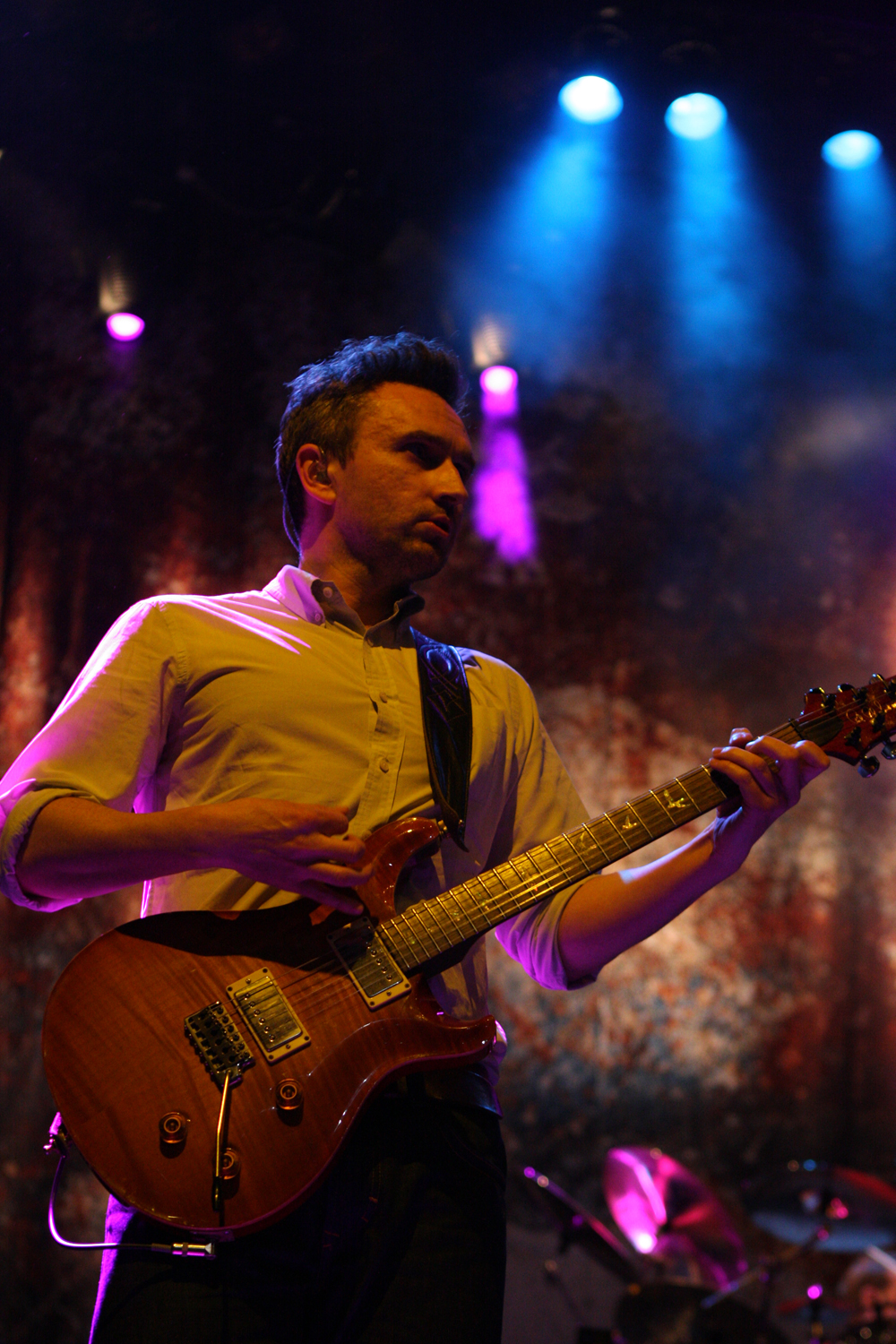
Noel Hogan, guitarrista y coautor de la mayoría de canciones de la banda, tuvo problemas legales con O'Riordan en relación con la autoría de las canciones de The Cranberries. Foto: Noel Hogan tocando en Australia durante 2012.

En enero de 2009 el grupo se juntó para la entrega de un premio a Dolores O'Riordan por parte de la University Philosophical Society of Trinity College, aunque insistieron en que, de momento, el grupo no volvería a la actividad. Fue el martes 25 de agosto de 2009 cuando O'Riordan confirmó en la radio de Nueva York 101.9 la vuelta de The Cranberries. La gira de reunión (Reunion Tour) comenzó el 12 de noviembre de 2009 en los Estados Unidos y terminó a finales de octubre de 2010 en Iberoamérica.
En febrero de 2012, y con Stephen Street como productor discográfico, comenzaron a trabajar en su siguiente álbum. Roses, que es el sexto álbum de estudio del grupo, fue lanzado a través de Downtown Records / Cooking Vinyl en los EE. UU., y de Cooking Vinyl en el resto del mundo el 27 de febrero de 2012, vendiendo un millón de copias. Se eligió «Tomorrow» como el primer sencillo del álbum.
Otras canciones del disco fueron «Astral Projection» e «In It Together», —esta última como una pista adicional en la versión digital alemana del portal Amazon— y que hasta el momento eran canciones inéditas, pasaron a formar parte del repertorio oficial del grupo, siendo estrenadas en Belfast, Irlanda del Norte, el 29 de mayo de 2013. En septiembre de ese año, los miembros de la banda anunciaron que se tomarían un tiempo para desarrollar sus carreras en solitario, antes de preparar un séptimo álbum de estudio.
En octubre de 2013 se dio a conocer la noticia de que Dolores O'Riordan emprendía acciones legales contra Noel Hogan, guitarrista y coautor de la mayoría de canciones de la banda. La noticia fue divulgada por el portal Limerickleader, el cual publicó que una fuente próxima al grupo dijo que el distanciamiento entre O'Riordan y Hogan era evidente, incluso después de que la banda fuera retomada. El caso fue archivado en julio de 2015 y el motivo no fue divulgado.
O'Riordan empezó a grabar nuevo material con la banda D.A.R.K. en abril de 2014.

### 2016-2018:Something Elsey muerte de Dolores O'Riordan
El 26 de mayo de 2016 el grupo irlandés anunció que empezarían su próxima gira por Europa. Su primera actuación fue el 3 de junio de ese año. 
Un nuevo álbum acústico, titulado Something Else, el cual cuenta con diez éxitos de la banda en versión acústica, más tres nuevas canciones, fue publicado el 28 de abril de 2017 a través de la discográfica BMG. La gira Something Else Tour comenzó el 1 de mayo en Polonia y finalizó el 6 de octubre del mismo año.
El 15 de enero de 2018 falleció Dolores O'Riordan, letrista, vocalista, guitarrista rítmica y teclista del grupo, a la edad de 46 años.

### 2018-2019: Álbum póstumoIn the Endy disolución del grupo
En febrero y marzo de 2018 el resto de los integrantes del grupo anunciaron sus pasos a seguir sin Dolores O'Riordan. Se lanzó una reedición expandida del primer disco, Everybody Else Is Doing It, So Why Can't We?, de 1993, y también anunciaron que las canciones que O'Riordan dejó inéditas aparecerían en el último álbum del grupo, In the End. El grupo confirmó que la banda sería disuelta de manera definitiva después de que el nuevo álbum viera la luz.
El 15 de enero de 2019 se publicó "All Over Now", el primer adelanto de su octavo y último álbum de estudio, In the End. El sencillo se lanzó justo un año después de la muerte de Dolores O'Riordan. In the End fue publicado tres meses después, el 26 de abril de 2019.
El grupo se deshizo justo después. Noel Hogan había declarado lo siguiente: “The Cranberries éramos los cuatro. No queremos seguir haciendo esto sin Dolores. Así que lo dejaremos después de esto”.

## Estilo musical e influencias

Dolores O'Riordan, actuando en Roxy Bar show en Bologna en 1995.

La música de la banda ha sido descrita dentro del rock alternativo. El sonido de la banda está caracterizado por el indie rock impulsado por la guitarra de Noel Hogan, que combinaba géneros musicales que iban desde el jangle pop, dream pop, indie pop, y estilos de música folk (notablemente folk irlandés) - hasta el post-punk, encarnado por el estilo de batería y la voz de O'Riordan. La música de la banda se ha comparado con la de Sinéad O'Connor y Siouxsie And The Banshees.  O'Riordan afirmó que su estilo de canto, que incorporaba el yodel, se inspiró en su padre, quien solía cantar «The Lonesome Cattle Call»: «Simplemente seguí a mi padre todo el tiempo, simplemente imitándolo, y con el tiempo aprendí a hacerlo. Además, O'Riordan se vio influenciada por el canto gregoriano y por sus experiencias cantando sola en la iglesia local, en el coro escolar, baladas tradicionales irlandesas y canciones tanto en inglés como en irlandés. Era una pianista de formación clásica y tocaba el órgano de la iglesia.
Como influencias, la banda ha citado a Duran Duran, Sinéad O'Connor, The Cure, Joy Division, Siouxsie And The Banshees, Echo & the Bunnymen, The Clash, y The Smiths;

## Miembros

### Formación principal: 1989-2018
- Dolores O'Riordan: letrista, vocalista, guitarra rítmica y teclista (1990-2018).
- Noel Hogan: guitarra solista y rítmica (1989-2019).
- Mike Hogan: bajo eléctrico (1989-2019).
- Fergal Lawler: batería y percusión (1989-2019).

#### Antiguos miembros
- Niall Quinn: voz, guitarra rítmica (1989-1990).

#### Músicos de apoyo durante giras
- Russell Burton – teclados (1996–2003), teclados y guitarra rítmica (2012).
- Steve DeMarchi – guitarra solista y rítmica y coros (1996–2003).
- Denny DeMarchi – teclados, guitarra rítmica y coros (2009–2011).
- Johanna Cranitch – coros (2012).

## Discografía

### Álbumes de estudio
- Everybody Else Is Doing It, So Why Can't We? (1993)
- No Need to Argue (1994)
- To the Faithful Departed (1996)
- Bury the Hatchet (1999)
- Wake up and Smell the Coffee (2001)
- Roses (2012)
- Something Else (2017)
- In the End (2019)

## Giras
- No Need To Argue Tour (1994—1995)
- Free To Decide Tour (1996—1997)
- Loud and Clear Tour (1999—2000)
- Wake Up and Smell the Coffee Tour (2002)
- Stars Tour (2002)
- Reunion Tour (2009—2011)
- Roses Tour (2012)
- Something Else Tour (2017)

## Premios y nominaciones
| Premiación                       | Año  | Nominado(s)                    | Categoría                       | Resultado | Ref.   |
| -------------------------------- | ---- | ------------------------------ | ------------------------------- | --------- | ------ |
| BMI Awards                       | 1996 | Dolores O'Riordan              | Songwriter of the Year          | Ganadora  | [ 26 ] |
| BMI London Awards                | 2022 | "Dreams"                       | 4 Million Award                 | Ganador   | [ 27 ] |
| Brit Awards                      | 1995 | Ellos mismos                   | International Group             | Nominado  | [ 28 ] |
| Grammy Awards                    | 2020 | In the End                     | Mejor álbum rock                | Nominado  | [ 29 ] |
| Ivor Novello Awards              | 1995 | "Zombie"                       | Best Contemporary Song          | Nominado  | [ 30 ] |
| Ivor Novello Awards              | 1997 | Noel Hogan y Dolores O'Riordan | International Achievement       | Ganador   | [ 31 ] |
| Juno Awards                      | 1996 | No Need to Argue               | International Album of the Year | Ganador   | [ 32 ] |
| Pollstar Concert Industry Awards | 1993 | Tour                           | Best New Rock Artist Tour Tour  | Nominado  | [ 33 ] |
| MTV Europe Music Awards          | 1995 | "Zombie"                       | Mejor canción                   | Ganador   | [ 34 ] |
| World Music Awards               | 1995 | "Ode to My Family"             | Best Irish Recording Artists    | Ganador   | [ 35 ] |
| Žebřík Music Awards              | 1994 | Ellos mismos                   | Best International Breakthrough | Nominada  | [ 36 ] |
| Žebřík Music Awards              | 1994 | "Zombie"                       | Best International Song         | Nominada  | [ 36 ] |